# 延山敏和
延山 敏和（のべやま としかず、1998年7月4日 - ）は、ラグビーユニオンの選手。2023-24シーズンまで、ジャパンラグビーリーグワントヨタヴェルブリッツに所属した。

## プロフィール
- 大阪府出身[1]。
- ポジションはフッカー(HO)。
- 身長 174 cm、体重 100 kg

## 略歴
2017年、御所実業高校卒業後、山梨学院大学に入学。
2020年、山梨学院大学ラグビー部の主将に就任。
2021年、山梨学院大学卒業後、トヨタ自動車ヴェルブリッツ（現・トヨタヴェルブリッツ）に加入。
2023年2月18日に行われたJAPAN RUGBY LEAGUE ONE第8節グリーンロケッツ東葛戦にて先発出場でリーグワン公式戦初出場を果たした。
2024年5月、トヨタヴェルブリッツを退団。